# Вовк Василь Васильович
Вовк Василь Васильович (нар. 29 червня 1959, с. Руданське, Шаргородський район, Вінницька область) — український військовий, політичний та громадський діяч. Генерал-майор юстиції, заслужений юрист України, кандидат юридичних наук. Експерт з питань державної безпеки. Почесний президент ФК «Нива» (м. Вінниця), почесний голова ГО «15 ГРОМАДА», співзасновник газети «15 Громада», координатор детективно-юридичної компанії «Василь Вовк і партнери», керівник ГО «Об'єднання слідчих України».

## Життєпис
Розслідував найрезонансніші кримінальні справи: контрабанда наркотичних засобів, зброї, вчинення терористичних актів, диверсій, державна зрада тощо.
Очолював Головне слідче управління СБУ під час війни з Росією, притягав до відповідальності сепаратистів, терористів, диверсантів, шпигунів тощо. Періодично брав участь в операціях в АТО, зокрема пов'язаних з визволенням викрадених українських бійців та заручників.

## Освіта
- 1966—1976 — середня школа.
- 1977—1979 — служба в Збройних силах СРСР.
- 1983—1988 — слухач Вищої школи КДБ СРСР, слідчий факультет.

## Кар'єра
- 1980—1983 — слюсар виробничого об'єднання «Жовтень» (Вінниця).
- 1988—2003 — слідчий, старший слідчий, старший слідчий в особливо важливих справах, начальник відділення Управління СБУ у Вінницькій області.
- Грудень 2003—травень 2005 — заступник начальника відділу, начальник відділу Головного слідчого управління СБ України.
- Травень 2005—листопад 2005 — відряджений на посаду заступника Голови Держмитслужби по боротьбі з контрабандою (із залишенням на військовій службі)[2][3].
- Листопад 2005—липень 2007 — у розпорядженні Голови СБ України.
- Липень 2007—березень 2010 — заступник, перший заступник, начальник Головного слідчого управління СБ України[4].
- Березень 2010 — звільнений з посади указом Януковича, виведений у розпорядженні Голови СБУ[5].
- Листопад 2012 — звільнений з військової служби в органах СБ України.
- Лютий 2014—червень 2015 — перший заступник, начальник Головного слідчого управління СБ України (за рішенням суду поновлений на військовій службі в СБУ з листопада 2012)[6][7].
- Червень 2015—по серпень 2017 року у розпорядженні Голови СБУ за посадою начальника Головного слідчого управління СБУ.
- Cерпень 2019—вересень 2020 року — радник Голови Служби зовнішньої розвідки України.

## Період керівництва в Слідчому управлінні СБУ

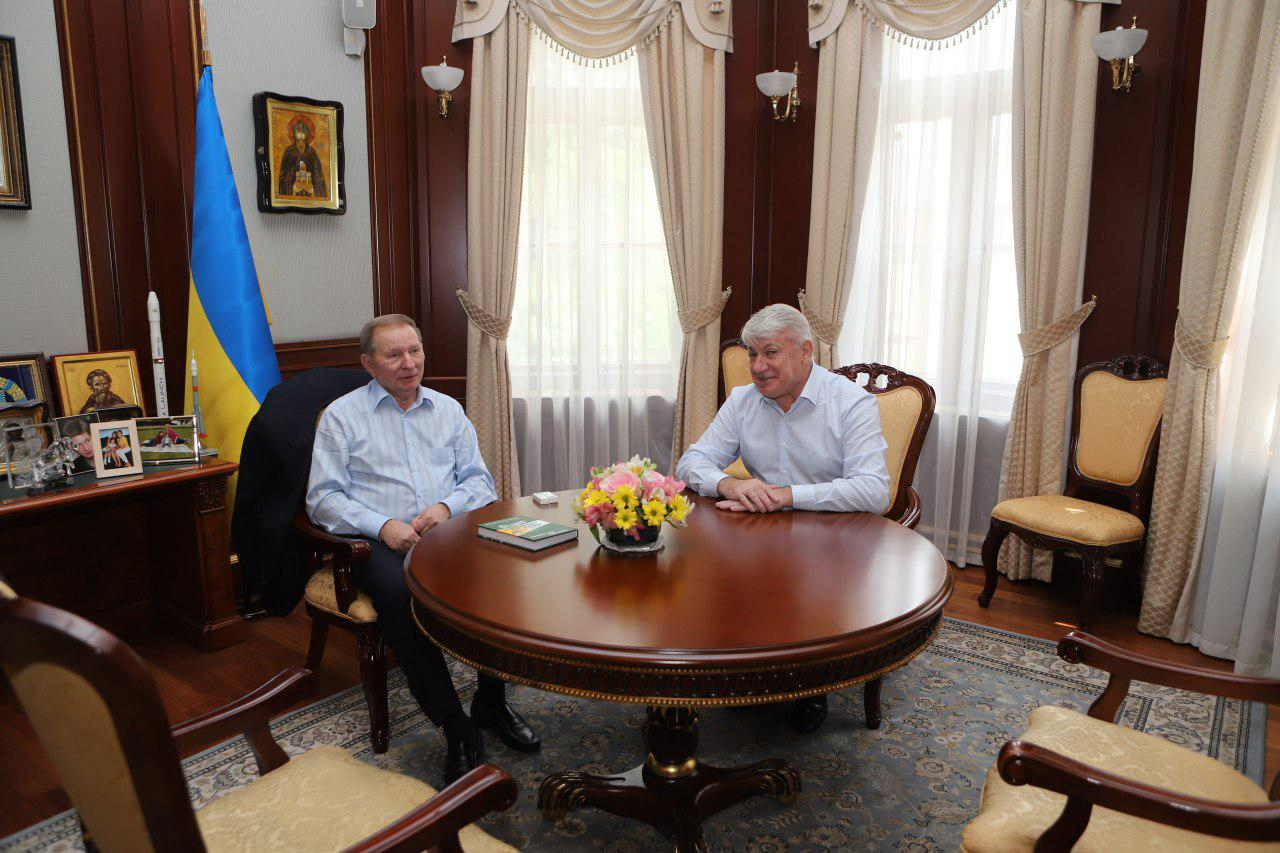
Вовк на консультації з Кучмою в ролі голови української делегації в Тристоронній контактній групі в Мінську, 2014.

- Розслідував Голодомору 1932-33 років. СБУ розсекретила та відкрила вільний доступ до історичних архівів.

- Розробив і провів операцію з визволенням бійців спецпідрозділу СБУ «Альфа», яких утримували бойовики на чолі з російським спецназівцем Ігорем Стрелковим-Гіркиним. Генерал зустрічався з терористами в окупованому Слов'янську.

- 2004 — розслідував справу контрабанди до Ірану й Китаю крилатих ракет Х-55 і Х-55СМ, здатних нести ядерні боєголовки на відстань до 3.5 тис. км. Засуджено членів міжнародної злочинної групи торговців зброєю з України, Росії, ОАЕ та інших країн.
- Очолив розслідування збиття російським військовим екіпажем ЗРК «Бук» 17 липня 2014 року малайзійського пасажирського літака Боїнг 777. У серпні 2014 року став співголовою міжнародної  групи з України, Нідерландів, Австралії, Бельгії й Малайзії. У вересні, жовтні, листопаді 2014 року, січні, березні 2015 року в Амстердамі, Утрехті, Бреді, Гаазі звітував про роботу українських слідчих та представляв плани роботи групи. Проводив перемовини щодо поліпшення ефективності розслідування з керівництвом прокуратури й поліції Нідерландів, Британії.Вовк на консультації з Кучмою в ролі голови української делегації в Тристоронній контактній групі в Мінську, 2014.

- З липня 2014 — як експерт бере участь у переговорах тристоронньої контактної групи в форматі «Україна-Росія-ОБСЄ» у Мінську (липень, вересень, жовтень, листопад і грудень 2014 року) та з майданчику ОБСЄ у Києві (постійно). За результатами роботи в цій групі, а також окремих операцій з волонтерськими організаціями звільнено сотні українських заручників, які утримувались терористами ДНР та ЛНР. 26 грудня 2014 року за результатами перемовин Вовка зі співробітниками ФСБ, представниками «ОРДЛО» та підписання останніми в Мінську особистих зобов'язань проведено наймасштабнішу операцію — одночасно звільнено 150 українських бранців, серед яких 77 бійців батальйону «Донбас».

- З вересня 2014 — контролював роботу Міжвідомчого центру допомоги громадянам у питаннях звільнення заручників та пошуку зниклих безвісти.[8] За період 2014—2015 р.р. завдяки діяльності Центру звільнено 2716 незаконно захоплених українських громадян.

## Громадська робота
- З січня 2012 — почесний голова ГО «15 Громада», який опікується проблемами мешканців Мурованокуриловецького, Томашпільського, Тульчинського, Шаргородського, Чернівецького та інших районів Вінницької області[9]

#### Під керівництвом Вовка
- втілено проєкти ГО «15 громада» —  «Чиста криниця» та «Чиста громада», під час яких здійснено очистку кількох сотень криниць та навколишніх територій, водних середовищ;
- розроблено низку законопроєктів в аграрному секторі економіки та щодо меценатської допомоги;
- надано понад 1000 юридичних консультацій, зокрема для воїнів АТО та членів їхніх сімей.

## Спортивна діяльність
- 2012—2015 — президент ФК «Руданські вовки», який пізніше перейменовано на ФК «15 громада»
- Команда «15 громада» здобула бронзові нагороди у Чемпіонаті Вінницької області з футболу серед аматорів (2012, 2015 р.) та виборола звання володаря Кубку Вінницької області з футболу сезону 2014/2015; дійшла до 1/8 Кубка України з футболу серед аматорів 2015
- 2016—2018 — Президент Спортивно-футбольного клубу «Нива-В» (Вінниця)

## Літературна діяльність
- 2019 р. — співавтор книги «Поступ вінницького футболу. Зірки над „Нивою“», присвяченої 60-річчю вінницького професіонального футболу
- 2023 — автор книги «Політбюро похоронних послуг, або хто кому Рабінович?»
- 2024 — автор книги «Через Слов'янськ до Парижу воєнними тернами» (служба в СБУ у 2014—2015 рр.)
- 2025 — автор книги «Голодомор 1932—1933 років — Геноцид українського народу. Слідство і суд: Споборники і супротивники. Юридичні та політичні наслідки» (українською й англійською мовами) — про розслідування і судовий розгляд кримінальної справи у 2009—2010 роках.

## Нагороди та відзнаки
- Орден Богдана Хмельницького (2010) — за розслідування справи про геноцид українського народу у 1932—1933 рр.[10]
- Заслужений юрист України (2004 рік) — за розслідування кримінальної справи щодо контрабанди ракет Х-55 і Х-55СМ. Викриття з подальшим засудженням членів міжнародної злочинної групи торговців зброєю.

## Особисте життя
Дружина — Тетяна Вовк. Донька — Ангеліна Вовк. Син — Ігор Вовк.